# Polímero

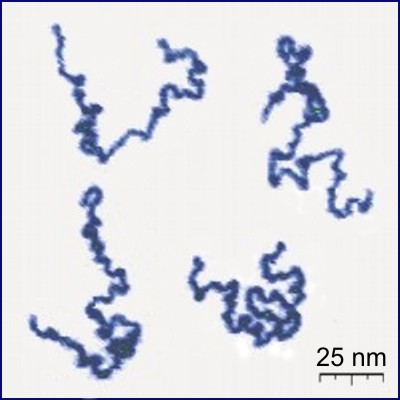
Visualización de cadenas de polímeros lineares observadas utilizando un microscopio de fuerza atómica sobre una superficie y bajo un medio líquido. La longitud de contorno de este polímero es de ~204 nm; y su epesor de ~0.4 nm.

Polímero

Un polímero (del griego: πολυς [polys] "mucho" y μερος [meros] "parte" o "segmento") es una sustancia compuesta por grandes moléculas, o  macromoléculas (generalmente orgánicas) formadas por la unión mediante enlaces covalentes de una o más unidades simples llamadas monómeros.
Debido a su gran variedad de propiedades, tanto los polímeros sintéticos como los naturales desempeñan un papel esencial en nuestras vidas. Los polímeros abarcan tanto a los plásticos sintéticos que todos conocemos, como el polietileno, así como los biopolímeros naturales como el ADN y las proteínas, que son fundamentales para la estructura y funcionamiento biológico.
El poliisopreno (del hule o caucho), es un ejemplo de un polímero natural, y el poliestireno (de la espuma o empaques de poliestireno) es un ejemplo de un polímero sintético. En un contexto biológico, esencialmente todas las macromoléculas, por ejemplo: las proteínas (poliamidas), ácidos nucleicos (polinucleótidos) y polisacáridos, están compuestas en gran parte por polímeros.
Los polímeros naturales y sintéticos son creados a partir de la polimerización de varios monómeros. Su gran masa molecular en comparación con otras moléculas de menor talla le aporta (a los polímeros) propiedades físicas únicas que incluyen dureza, alta elasticidad, visco elasticidad y una tendencia a formar estructuras amorfas y/o semi-cristalinas en lugar de cristales.
El término de “polímero” fue propuesto en 1833 por Jöns Jacob Berzelius, con una definición distinta a la definición moderna de la IUPAC. El concepto actual de polímeros como estructuras macromoleculares unidas de manera covalente fue propuesto en 1920 por Herman Staudinger; quien dedicó una década a buscar pruebas experimentales para sustentar esta hipótesis.
Los polímeros son estudiados en los campos de ciencia de polímeros (que incluye la química de polímeros y física de polímeros), la biofísica y la ciencia de materiales e ingeniería. Históricamente, los productos que resultan de la unión de unidades repetitivas por medio de enlaces covalentes han sido el enfoque principal de la ciencia de polímeros. Sin embargo, actualmente un área emergente de investigación se centra en polímeros supramoleculares que se forman a través de enlaces no covalentes.  

## Ejemplos comunes

Sección de una cadena de ADN de doble hélice, mostrando la microestructura de un biopolímero.

Los polímeros pueden ser clasificados en dos grupos: aquellos formados por la naturaleza y los sintéticos. Los polímeros naturales como el cáñamo, la goma laca, el ámbar, la lana, la seda y el hule natural han sido utilizados desde hace siglos por el ser humano. Otra variedad de polímeros naturales que existe es por ejemplo la celulosa, la cual es el componente principal de la madera y el papel.
La lista de polímeros sintéticos, de acuerdo con su orden de demanda mundial, incluye al polietileno, polipropileno, poliestireno, cloruro de polivinilo, hules sintéticos, la resina de fenol-formaldehído (baquelita), neopreno, nailon, poliacrilonitrilo, butiral de polivinilo, la silicona y muchos más. Más de 330 millones de toneladas de estos polímeros son fabricados cada año (2015).
Usualmente, el esqueleto de los polímeros de plásticos consiste principalmente de átomos de carbono. Un ejemplo es el polietileno, el cual su unidad de repetición es el monómero etileno. Existen también otros tipos de esqueletos, por ejemplo, que al integrar elementos como el silicio forman materiales como la silicona, presentes en el silly putty, y selladores impermeables. El oxígeno también puede encontrarse presente en los esqueletos poliméricos, tales como en el polietilenglicol, los polisacáridos (en enlaces glucosídicos) y en el ADN (en enlaces fosfodiéster).

## Historia
Los polímeros son la base de algunos de los primeros materiales utilizados, como la madera y las fibras vegetales, el cuero, los tendones animales, la lana, la seda y la celulosa, etc. Se han empleado profusamente y han tenido mucha importancia a lo largo de la historia, aunque se tardó mucho en saber su composición y la forma de sintetizarlos artificialmente. La noción de macromolécula se presentó tardíamente en la historia de la química. Aunque presagiada por Wilhelm Eduard Weber, e incluso por Henri Braconnot a principios del siglo XIX, muchos investigadores las veían como agregados o micelas. El término «polímero» se utilizó por primera vez en 1866 por Marcellin Berthelot.
Antes de saber gran cosa sobre ellos, comenzaron a aparecer a mediados del siglo XIX los primeros polímeros sintéticos obtenidos a partir de la modificación de los polímeros naturales con el fin de mejorar sus propiedades físicas para poder usarlos. En 1839, Charles Goodyear modificó el hule calentándolo con azufre, ya que era frágil a temperaturas bajas y pegajoso a altas temperaturas. El hule se convirtió en caucho vulcanizado, una sustancia resistente a un amplio margen de temperaturas. El nitrato de celulosa se sintetizó accidentalmente en el año 1846 por el químico Christian Friedrich Schönbein y en 1868, John W. Hyatt sintetizó el celuloide a partir de nitrato de celulosa. Otro acontecimiento que contribuyó al desarrollo continuo de los polímeros fue la modificación de la celulosa que permitió el surgimiento de las fibras sintéticas llamadas rayones.
Posteriormente el químico belga Leo Hendrik Baekeland desarrolló en 1907 el primer polímero totalmente sintético, la baquelita, un material muy duradero que por provenir de  materiales de bajo costo, como el fenol y el formaldehído, llegó a tener gran éxito durante cierto tiempo. Otros polímeros importantes se sintetizaron en los años siguientes, por ejemplo el poliestireno (PS) en 1911 o el policloruro de vinilo (PVC) en 1912.
Sin embargo, con independencia de los avances en la aplicación industrial de los polímeros, no se tenía mucha información en cuanto a su estructura. En 1922, el químico alemán Hermann Staudinger comenzó a estudiar los polímeros y en 1926 expuso su hipótesis de que se trataba de largas cadenas de unidades pequeñas unidas por enlaces covalentes. Propuso las fórmulas estructurales del poliestireno y del polioximetileno, tal como se conocen actualmente, como cadenas moleculares gigantes formadas por la asociación mediante enlace covalente de ciertos grupos atómicos llamados "unidades estructurales". Este concepto se convirtió en "fundamento" de la química macromolecular solo a partir de 1930, cuando fue aceptado ampliamente y contribuyó al desarrollo de la química de los polímeros, tanto sintéticos como naturales. En 1953 recibió el Premio Nobel de Química por su trabajo.
La idea de las macromoléculas fue apoyada y desarrollada años más tarde por Wallace Carothers, que trabajaba en la empresa DuPont desde 1928 y que estableció un gran número de nuevos polímeros: poliésteres, poliamidas, neopreno, etc.
El desarrollo industrial posterior de la ciencia macromolecular se vio acelerado por la Segunda Guerra Mundial. Los Estados Unidos se vieron privados, cuando entraron en guerra, de su suministro de caucho natural desde el sureste de Asia. Por ello pusieron en marcha un vasto programa de investigación para encontrar caucho sintético.
En los años 1950 el alemán Karl Ziegler y el italiano Giulio Natta desarrollaron los catalizadores de Ziegler-Natta y obtuvieron el Premio Nobel de Química en 1963. Otro Premio Nobel de Química fue concedido por sus estudios de polímeros a Paul J. Flory en 1974.
En la segunda mitad del siglo XX se desarrollaron nuevos métodos de obtención, polímeros y aplicaciones. Por ejemplo, catalizadores metalocénicos, fibras de alta resistencia, polímeros conductores (en 2000 Alan J. Heeger, Alan G. MacDiarmid y Hideki Shirakawa recibieron el Premio Nobel de Química por el desarrollo de estos polímeros), estructuras complejas de polímeros, polímeros cristales líquidos, etc.

## Polimerización
En química orgánica, la reacción por la cual se sintetiza un polímero a partir de sus monómeros se denomina polimerización. Según el mecanismo por el cual se produce la reacción de polimerización para dar lugar al polímero, ésta se clasifica como "polimerización por etapas" o como "polimerización en cadena". En cualquier caso, el tamaño de la cadena dependerá de parámetros como la temperatura o el tiempo de reacción, teniendo cada cadena un tamaño distinto y, por tanto, una masa molecular distinta, de ahí que se hable de masa promedio del polímero.

### Tipos de polimerización
Existen dos tipos fundamentales de polimerización: 
- Polimerización por condensación.

En cada unión de dos monómeros se pierde una molécula pequeña, por ejemplo agua. Debido a esto, la masa molecular del polímero no es necesariamente un múltiplo exacto de la masa molecular del monómero. Los polímeros de condensación se dividen en dos grupos:
- - Los copolímeros

baquelitas
poliamidas
poliésteres
- - Los homopolímeros

polietilenglicol
siliconas
La polimerización en etapas (condensación) necesita al menos monómeros bifuncionales. Deben saber que los polímeros pueden ser maquinables.
Ejemplo: HOOC--R1--NH2
Si reacciona consigo mismo, entonces:
2 HOOC--R1--NH2 <----> HOOC--R1--NH· + ·OC--R1--NH2 + H2O <----> HOOC--R1-NH--CO--R1--NH2 + H2O
- Polimerización por adición.

En este tipo de polimerización la masa molecular del polímero es un múltiplo exacto de la masa molecular del monómero.
Suelen seguir un mecanismo en tres fases, con ruptura homolítica:
Iniciación: CH2=CHCl + catalizador ⇒ •CH2–CHCl•
Propagación o crecimiento: 2 •CH2–CHCl• ⇒ •CH2–CHCl–CH2–CHCl•
Terminación: Los radicales libres de los extremos se unen a impurezas o bien se unen dos cadenas con un terminal neutralizado.

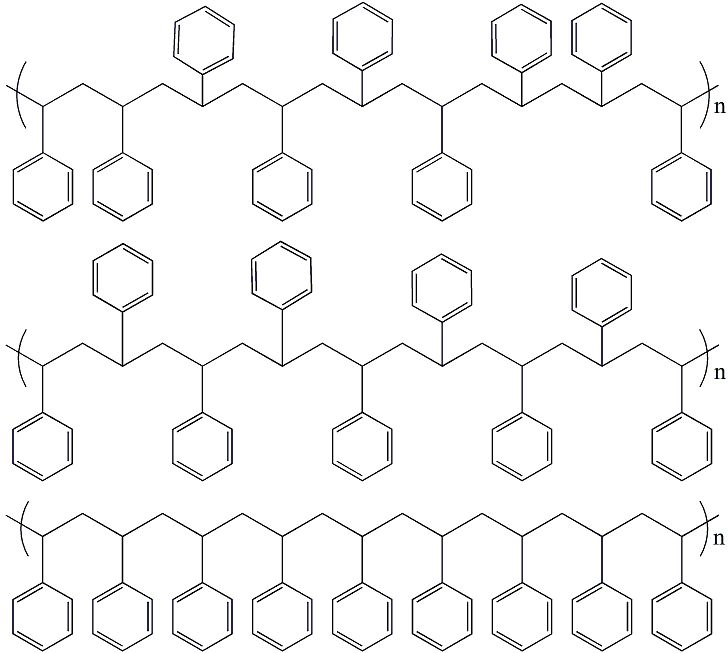
Tacticidad de poliestireno, atáctico, sindiotáctico, isotáctico.

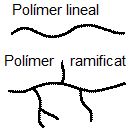
La estructura puede ser lineal o también ramificada (aparte de poder presentar entrecruzamientos). También pueden adoptar otras estructuras, por ejemplo radiales.

Polimerización del estireno para dar poliestireno
n indica el grado de polimerización
Por otra parte, los polímeros pueden ser lineales, formados por una única cadena de monómeros, o bien esta cadena puede presentar ramificaciones de mayor o menor tamaño. También se pueden formar entrecruzamientos provocados por el enlace entre átomos de distintas cadenas.
La naturaleza química de los monómeros, su masa molecular y otras propiedades físicas, así como la estructura que presentan, determinan diferentes características para cada polímero. Por ejemplo, si un polímero presenta entrecruzamiento, el material será más difícil de fundir que si no presentara ninguno.
Los enlaces de carbono en los polímeros no son equivalentes entre sí, por eso dependiendo del orden estereoquímico de los enlaces, un polímero puede ser: atáctico (sin orden), isotáctico (mismo orden), o sindiotáctico (orden alternante) a esta conformación se la llama tacticidad. Las propiedades de un polímero pueden verse modificadas severamente dependiendo de su estereoquímica.
En el caso de que el polímero provenga de un único tipo de monómero se denomina homopolímero y si proviene de varios monómeros se llama copolímero o heteropolímero. Por ejemplo, el poliestireno es un homopolímero, pues proviene de un único tipo de monómero, el estireno, mientras que si se parte de estireno y acrilonitrilo se puede obtener un copolímero de estos dos monómeros.
En los heteropolímeros los monómeros pueden distribuirse de diferentes maneras, particularmente para polímeros naturales, los monómeros pueden repetirse de forma aleatoria, informativa (como en los polipéptidos de las proteínas o en los polinucleótidos de los ácidos nucleicos) o periódica, como en el peptidoglucano o en algunos polisacáridos.
Los monómeros que conforman la cadena de un copolímero se pueden ubicar en la cadena principal alternándose según diversos patrones, denominándose copolímero alternante, copolímero en bloque, copolímero aleatorio, copolímero de injerto. Para lograr este diseño, la reacción de polimerización y los catalizadores deben ser los adecuados.
a) Homopolímero b) Copolímero alternante
c) Copolímero en bloque d) Copolímero aleatorio
e) Copolímero de injerto
Finalmente, los extremos de los polímeros pueden ser distintos que el resto de la cadena polimérica, sin embargo es mucho más importante el resto de la cadena que estos extremos debido a que la cadena es de una gran extensión comparada con los extremos.

## Propiedades
- Electrocromismo
- Fotoconductividad
- Fotoluminiscencia (fluorescencia y fosforescencia)

### Propiedades eléctricas
Los polímeros industriales en general suelen ser malos conductores eléctricos, por lo que se emplean masivamente en la industria eléctrica y electrónica como materiales aislantes. Las baquelitas (resinas fenólicas) sustituyeron con ventaja a las porcelanas y el vidrio en el aparellaje de baja tensión hace ya muchos años; termoplásticos como el PVC y los PE, entre otros, se utilizan en la fabricación de cables eléctricos, llegando en la actualidad a tensiones de aplicación superiores a los 20 KV, y casi todas las carcasas de los equipos electrónicos se construyen en termoplásticos de magníficas propiedades mecánicas, además de eléctricas y de gran duración y resistencia al medio ambiente, como son, por ejemplo, las resinas ABS.
Para evitar cargas estáticas en aplicaciones que lo requieran, se ha generalizado el uso de antiestáticos que permite en la superficie del polímero una conducción parcial de cargas eléctricas.
Evidentemente la principal desventaja de los materiales plásticos en estas aplicaciones está en relación con la pérdida de características mecánicas y geométricas con la temperatura. Sin embargo, ya se dispone de materiales que resisten sin problemas temperaturas relativamente elevadas (superiores a los 200 °C).
Las propiedades eléctricas de los polímeros industriales están determinadas principalmente, por la naturaleza química del material (enlaces covalentes de mayor o menor polaridad) y son poco sensibles a la microestructura cristalina o amorfa del material, que afecta mucho más a las propiedades mecánicas. Su estudio se acomete mediante ensayos de comportamiento en campos eléctricos de distinta intensidad y frecuencia. Seguidamente se analizan las características eléctricas de estos materiales.
Los polímeros conductores fueron desarrollados en 1974 y sus aplicaciones aún están siendo estudiadas.

### Propiedades físicas de los polímeros
Estudios de difracción de rayos X sobre muestras de polietileno comercial, muestran que este material, constituido por moléculas que pueden contener desde 1000 hasta 150 000 grupos CH2 – CH2 presentan regiones con un cierto ordenamiento cristalino, y otras donde se evidencia un carácter amorfo: a estas últimas se les considera defectos del cristal. En este caso las fuerzas responsables del ordenamiento cuasicristalino, son las llamadas fuerzas de van der Waals. En otros casos (nailon 66) la responsabilidad del ordenamiento recae en los enlaces de H.
La temperatura tiene mucha importancia en relación con el comportamiento de los polímeros. A temperaturas más bajas los polímeros se vuelven más duros y con ciertas características vítreas, debido a la pérdida de movimiento relativo entre las cadenas que forman el material. La temperatura a la que funden las zonas cristalinas se llama temperatura de fusión (Tf). Otra temperatura importante es la de descomposición y es conveniente que sea bastante superior a Tf.

### Propiedades mecánicas
Son una consecuencia directa de su composición, así como de la estructura molecular, tanto a nivel molecular como supermolecular. Actualmente las propiedades mecánicas de interés son las de los materiales polímeros y éstas han de ser mejoradas mediante la modificación de la composición o morfología: por ejemplo, cambiar la temperatura a la que los polímeros se ablandan y recuperan el estado de sólido elástico o también el grado global del orden tridimensional. Normalmente el incentivo de estudios sobre las propiedades mecánicas es generalmente debido a la necesidad de correlacionar la respuesta de diferentes materiales bajo un rango de condiciones con objeto de predecir el comportamiento de estos polímeros en aplicaciones prácticas.
Durante mucho tiempo los ensayos han sido realizados para comprender el comportamiento mecánico de los materiales plásticos a través de la deformación de la red de polímeros reticulados y cadenas moleculares enredadas, pero los esfuerzos para describir la deformación de otros polímeros sólidos en términos de procesos operando a escala molecular son más recientes. Por lo tanto, se considerarán los diferentes tipos de respuesta mostrados por los polímeros sólidos a diferentes niveles de tensión aplicados, elasticidad, viscoelasticidad, flujo plástico y fractura.

## Clasificación
Existen varias formas posibles de clasificar los polímeros, sin que sean excluyentes entre sí.

### Según su origen
- Polímeros naturales. Existen en la naturaleza muchos polímeros y las biomoléculas que forman los seres vivos son macromoléculas poliméricas. Por ejemplo, las proteínas, los ácidos nucleicos, los polisacáridos (como la celulosa y la quitina), el hule o caucho natural, la lignina, etc.
- Polímeros semisintéticos. Se obtienen por transformación de polímeros naturales. Por ejemplo, la nitrocelulosa, el caucho vulcanizado, etc.
- Polímeros sintéticos. Muchos polímeros se obtienen industrialmente a partir de los monómeros. Por ejemplo, el nailon, el poliestireno, el policloruro de vinilo (PVC), el polietileno, etc.

### Según su mecanismo de polimerización
En 1929, Carothers propuso la siguiente clasificación:
- Polímeros de adición. La polimerización no implica la liberación de ningún compuesto de baja masa molecular, sino lo contrario. Esta polimerización se genera cuando un catalizador inicia la reacción. Este, separa la unión doble carbono en los monómeros que se unen con otros gracias a los electrones libres y se unen sucesivamente hasta el final de la reacción.
- Polímeros de condensación. La reacción de polimerización implica  la formación de una molécula de baja masa molecular en cada paso, por ejemplo, agua.

Clasificación de Flory (modificación a la de Carothers para considerar la cinética de la reacción):
- Polímeros formados por reacción en cadena. Se requiere un iniciador para comenzar la polimerización; un ejemplo es la polimerización de alquenos (de tipo radicalario). En este caso el iniciador reacciona con una molécula de monómero, dando lugar a un radical libre, que reacciona con otro monómero y así sucesivamente. La concentración de monómero disminuye lentamente. Además de la polimerización de alquenos, incluye también polimerización donde las cadenas reactivas son iones (polimerización catiónica y aniónica).
- Polímeros formados por reacción por etapas. El peso molecular del polímero crece a lo largo del tiempo de manera lenta, por etapas. Esto se debe  a que el monómero desaparece rápidamente, pero no da inmediatamente un polímero de peso molecular elevado, sino una distribución entre dímeros, trímeros, y en general, oligómeros; transcurrido un cierto tiempo, estos oligómeros empiezan a reaccionar entre sí, dando lugar a especies de tipo polimérico. Esta categoría incluye todos los polímeros de condensación de Carothers y además algunos otros que no liberan moléculas pequeñas pero sí se forman gradualmente, como por ejemplo los poliuretanos.

### Según su composición química
- Polímeros orgánicos. Posee en la cadena principal átomos de carbono.
- Polímeros orgánicos vinílicos. La cadena principal de sus moléculas está formada exclusivamente por átomos de carbono.

Dentro de ellos se pueden distinguir:
- - Poliolefinas, formados mediante la polimerización de olefinas.

Ejemplos: polietileno y polipropileno.
- - Polímeros estirénicos, que incluyen al estireno entre sus monómeros.

Ejemplos: poliestireno y caucho estireno-butadieno.
- - Polímeros vinílicos halogenados, que incluyen átomos de halógenos (cloro, flúor...) en su composición.

Ejemplos: PVC y PTFE.
- - Polímeros acrílicos. Ejemplos: PMMA.
- Polímeros orgánicos no vinílicos. Además de carbono, tienen átomos de oxígeno o nitrógeno en su cadena principal.

Algunas subcategorías de importancia:
- - Poliésteres
  - Poliamidas
  - Poliuretanos

Polímeros inorgánicos. Entre otros:
- - Basados en azufre. Ejemplo: polisulfuros.
  - Basados en silicio. Ejemplo: silicona.

### Según sus aplicaciones
Atendiendo a sus propiedades y usos finales, los polímeros pueden clasificarse en:
- Elastómeros. Son materiales con muy bajo módulo de elasticidad y alta extensibilidad, es decir, se deforman mucho al someterlos a un esfuerzo pero recuperan su forma inicial al eliminar el esfuerzo. En cada ciclo de extensión y contracción los elastómeros absorben energía, una propiedad denominada resiliencia.
- Adhesivos. Son sustancias que combinan una alta adhesión y una alta cohesión, lo que les permite unir dos o más cuerpos por contacto superficial.
- Fibras. Presentan alto módulo de elasticidad y baja extensibilidad, lo que permite confeccionar tejidos cuyas dimensiones permanecen estables.
- Plásticos. Son aquellos polímeros que, ante un esfuerzo suficientemente intenso, se deforman irreversiblemente, no pudiendo volver a su forma original. Hay que resaltar que el término plástico se aplica a veces incorrectamente para referirse a la totalidad de los polímeros.
- Recubrimientos. Son sustancias, normalmente líquidas, que se adhieren a la superficie de otros materiales para otorgarles alguna propiedad, por ejemplo resistencia a la abrasión.

### Según su comportamiento al elevar su temperatura
Para clasificar polímeros, una de las formas empíricas más sencillas consiste en calentarlos por encima de cierta temperatura. Según si el material funde y fluye o por el contrario no lo hace se diferencian tres tipos de polímeros:
- Elastómero, plásticos con un comportamiento elástico que pueden ser deformados fácilmente sin que se rompan sus enlaces o modifique su estructura
- Termoestables, que no fluyen, y lo único que conseguimos al calentarlos es que se descompongan químicamente, en vez de fluir. Este comportamiento se debe a una estructura con muchos entrecruzamientos, que impiden los desplazamientos relativos de las moléculas.
- Termoplásticos, que fluyen (pasan al estado líquido) al calentarlos y se vuelven a endurecer (vuelven al estado sólido) al enfriarlos. Su estructura molecular presenta pocos (o ningún) entrecruzamientos. Ejemplos: polietileno (PE), polipropileno (PP), cloruro de polivinilo PVC..

La clasificación termoplásticos / termoestables es independiente de la clasificación elastómeros / plásticos / fibras. Existen plásticos que presentan un comportamiento termoplástico y otros que se comportan como termoestables. Esto constituye de hecho la principal subdivisión del grupo de los plásticos y hace que a menudo cuando se habla de "los termoestables" en realidad se haga referencia solo a "los plásticos termoestables". Pero ello no debe hacer olvidar que los elastómeros también se dividen en termoestables (la gran mayoría) y termoplásticos (una minoría pero con aplicaciones muy interesantes).

## Nomenclatura
Aparte de las reglas de nomenclatura establecidas por la IUPAC, existe otro mecanismo alternativo con el que también se pueden nombrar los polímeros y es tomando como base el monómero del cual son provenientes. Este sistema es el más común. Entre los compuestos nombrados de esta manera se encuentran: el polietileno y el poliestireno. Se tiene que cuando el nombre del monómero es de una sola palabra, el polímero constituido a partir de este sencillamente se nombra agregando el prefijo poli.
Las normas internacionales publicadas por la IUPAC indican que el principio general para nombrar polímeros básicos es utilizar el prefijo poli- seguido de la unidad estructural repetitiva (UER) que define al polímero, escrita entre paréntesis. La UER debe ser nombrada siguiendo las normas convencionales de la IUPAC para moléculas sencillas.
|                         |
| Poli (tio-1,4-fenileno) |

Las normas IUPAC se utilizan habitualmente para nombrar los polímeros de estructura complicada, ya que permiten identificarlos sin ambigüedad en las bases de datos de artículos científicos. Por el contrario, no suelen ser utilizadas para los polímeros de estructura más sencilla y de uso común principalmente porque estos polímeros fueron inventados antes de que se publicasen las primeras normas IUPAC, en 1952, y por tanto sus nombres "comunes" o "tradicionales" ya se habían popularizado.
En la práctica, los polímeros de uso común se suelen nombrar según alguna de las siguientes opciones:
- Prefijo poli- seguido del monómero del que se obtiene el polímero. Esta convención es diferente de la IUPAC porque el monómero no siempre coincide con la UER y además se nombra sin paréntesis y en muchos casos según una nomenclatura "tradicional", no la IUPAC. Ejemplos: polietileno frente a poli (metileno), poliestireno frente a poli(1-feniletileno)

|                     | Monómero | UER      | Polímero        |
| ------------------- | -------- | -------- | --------------- |
|                     |          |          |                 |
| Sistema tradicional | etileno  |          | polietileno     |
| Sistema IUPAC       | eteno    | metileno | poli (metileno) |

|                     | Monómero   | UER            | Polímero             |
| ------------------- | ---------- | -------------- | -------------------- |
|                     |            |                |                      |
| Sistema tradicional | estireno   |                | poliestireno         |
| Sistema IUPAC       | fenileteno | 1-feniletileno | poli(1-feniletileno) |

- Para copolímeros se suelen listar simplemente los monómeros que los forman, a veces precedidos de las palabras caucho o goma si se trata de un elastómero o bien resina si es un plástico. Ejemplos: acrilonitrilo butadieno estireno, caucho estireno-butadieno, resina fenol-formaldehído.
- Es frecuente también el uso indebido de marcas comerciales como sinónimos del polímero, independientemente de la empresa que lo fabrique. Ejemplos: Nailon para poliamida, Teflón para politetrafluoretileno, Neopreno para policloropreno.

La IUPAC reconoce que los nombres tradicionales están firmemente asentados por su uso y no pretende abolirlos sino solo ir reduciendo paulatinamente su utilización en las publicaciones científicas.

## Ejemplos de polímeros de gran importancia

### Principales tipos de polímeros
- Policloruro de vinilo (PVC)
- Poliestireno (PS)
- Polietileno (PE) (HDPE o LDPE, alta y baja densidad)
- Polimetilmetacrilato (PMMA)
- Polipropileno (PP)
- Politereftalato de etileno (PET)
- Poliuretano (PU)

### Polímeros más utilizados por las industrias
- Acrilonitrilo butadieno estireno (ABS)
- Estireno acrilonitrilo (SAN)
- Nailon (poliamida 6, PA 6)
- Poli (n-butil acrilato)
- Poliacrilonitrilo
- Polianhidrido
- Policaprolactona
- Policarbonato
- Policicloctano
- Poliéster
- Polietilenimina
- Polilactona
- Polióxido de etileno
- Polisiloxano
- Polisulfona
- Poliurea
- Poliuretano Termoplástico (TPU)
- Tereftalato de Polibutileno (PBT)

### Polímeros funcionales
- Copolímeros